# Cerkiew św. Spasa w Nesebyrze
Cerkiew św. Spasa w Nesebyrze – zabytkowa prawosławna cerkiew w bułgarskim mieście Nesebyr.
Cerkiew została zbudowana z kamienia i błota w 1609 r. ze środków bogatego obywatela Nesebyru. Powstała za czasów urzędowania biskupa Cypriana, o czym informuje tablica z inskrypcją wmurowana nad południowym wejściem. Jednonawowa i posiadająca jedną apsydę budowla o wymiarach 11,70 metra na 5,70 metra pierwotnie posiadała długi i wąski narteks po północnej stronie, z którym szerokość jej bryły wynosiła 9,80 metra. Obecnie jest najmniejszą cerkwią w mieście.
Ze względu na wzniesienie w czasach panowania osmańskiego projekt świątyni podlegał szeregowi ówczesnych ograniczeń, m.in. jej wysokość nie mogła przekraczać wysokości jeźdźca na koniu, w efekcie czego cerkiew jak wiele innych z tego okresu powstała w zagłębieniu terenu, a jej wschodnia ściana była do połowy schowana w ziemi. Ponadto zgodnie z ówczesnymi regulacjami budowla nie mogła różnić się z zewnątrz od innych budynków, przez co miała małe okna i nie posiadała kopuły ani dzwonnicy. Świątynię nakrywał drewniany dach z okapem i bez dodatkowego obramowania. Jest to jedyna w mieście zachowana do dziś cerkiew zbudowana w czasach osmańskich.
Wnętrze budowli ozdobiono malowidłami z początków XVII w. autorstwa anonimowego artysty, które pokrywają większość ścian. Dobrze zachowane dekoracje malarskie przedstawiają apostołów, sceny z życia Jezusa i Marii z Nazaretu, np. chrztu Jezusa, jego zmartwychwstania i wjazdu do Jerozolimy, a w apsydzie cerkwi wykonano malowidło Matki Boskiej Platytera. Cerkiew ta jest jedną z dwóch posiadających najlepiej zachowane freski. We wnętrzu świątyni znajdował się także XV-wieczny grobowiec bizantyńskiej księżniczki Mataisy Kantakuzeny, jednak obecnie jest on przechowywany w nesebyrskim muzeum archeologicznym.
W sąsiedztwie cerkwi znajdują się ruiny łaźni rzymskich z V-VI w. oraz łaźnia turecka z XVIII wieku z małą kopułą.